# 리빙스턴집박쥐
리빙스턴집박쥐(Scotophilus livingstonii)는 애기박쥐과에 속하는 박쥐의 일종이다. 사하라 이남 아프리카에 분포한다.

## 특징
몸길이는 74.3~89.3mm, 전완장은 51.7mm부터 55.6mm 사이이다. 꼬리 길이는 32.5~50.6mm이고 발 길이는 9.9~12.3mm, 귀 크기는 9.2~12mm이다.